# Skyhook (Struktur)

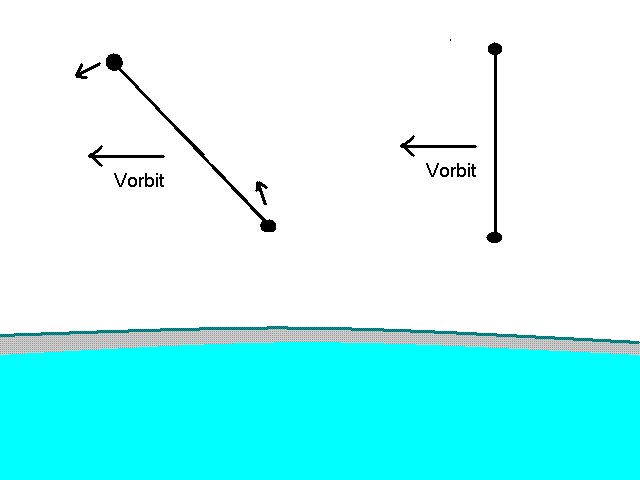
Links: Ein rotierender Skyhook. Rechts: Ein nicht-rotierender Skyhook

Das Rotationskonzept: Wenn die Umlaufgeschwindigkeit und die Rotationsrate durch startende und landende Objekte ausgeglichen wären, würde sich die Spitze in einer Zykloidenkurve. Am tiefsten Punkt wäre es in Bezug auf den Boden vorübergehend stationär, wo es eine Nutzlast „einhaken“ und in die Umlaufbahn schwingen würde.

Ein Skyhook ist die Idee eines Impulsaustauschseils für den Start von Raketen und Satelliten. Man erhofft sich davon niedrigere Startkosten und eine höhere Startgeschwindigkeit.

## Prinzip
Es wurde beispielsweise vorgeschlagen, eine Raumstation mit einem Kabel zu verbinden, das sich nach unten in die obere Atmosphäre erstreckt. Nutzlasten, die viel leichter als die Station sind, würden von einer konventionellen Rakete bis in diese Höhe gebracht und beim Vorbeifliegen am Ende des Kabels eingehakt und dann durch Drehung des Kabels um den Massenmittelpunkt in die Umlaufbahn geschleudert. Die Station solle dann durch elektromagnetischen Antrieb, Raketenantrieb oder durch Deorbitieren eines anderen Objekts mit der gleichen kinetischen Energie, die auf die Nutzlast übertragen wurde, wieder auf ihre ursprüngliche Höhe gebracht werden.

## Geschichte
Verschiedene nichtrotierende Skyhook-Konzepte und -Versionen wurden vorgeschlagen, beginnend mit Isaacs im Jahr 1966, Artsutanov im Jahr 1967, Pearson und Colombo im Jahr 1975, Kalaghan 1978 und Braginski 1985. Die Versionen mit dem besten Potenzial beinhalten ein viel kürzeres Halteseil im erdnahen Orbit, das in seiner Bahnebene rotiert und dessen Enden die obere Erdatmosphäre streifen. Diese "rotierenden" Skyhook-Versionen wurden 1976 von Moravec und 1994 von Sarmont vorgeschlagen.
Dies führte zu einem Shuttle-basierten Tether-Skyhook-System: die TSS-1R-Mission, die am 22. Februar 1996 auf STS-75 gestartet wurde und sich auf die Charakterisierung des grundlegenden Weltraum-Tether-Verhaltens und der Weltraumplasmaphysik konzentrierte. Dafür wurde ein Satellit in einer Entfernung von 19,7 km vom Space Shuttle eingesetzt. 
Ein Ingenieur spekulierte 1994, dass der Skyhook kostenmäßig konkurrenzfähig sein könnte mit dem, was realistischerweise mit einem Weltraumaufzug erreichbar ist.
In den Jahren 2000 und 2001 führte Boeing Phantom Works mit einem Stipendium des NASA Institute for Advanced Concepts eine detaillierte Studie über die technische und kommerzielle Machbarkeit verschiedener Skyhook-Designs durch. Sie untersuchten im Detail eine spezifische Variante dieses Konzepts mit dem Namen „Hypersonic Airplane Space Tether Orbital Launch System“ oder auch HASTOL. Dieses Design erforderte ein Hyperschall-Staustrahl-Flugzeug (auch oder Scramjet genannt), um einen rotierenden Haken abzufangen.
Obwohl noch kein Skyhook gebaut wurde, gab es eine Reihe [ quantifizieren ] von Flugexperimenten, die verschiedene Aspekte des Weltraum-Tether-Konzepts im Allgemeinen untersuchten.